# امامزاده احمد (اصفهان)
بقعه امامزاده احمد مربوط به دوره صفوی است و در اصفهان، خیابان نشاط، بازارچه حسن‌آباد، کوچه امامزاده احمد (در نزدیکی میدان نقش جهان و خانه مشروطه) واقع شده و این اثر در تاریخ ۱۵ آذر ۱۳۱۴ با شمارهٔ ثبت ۲۳۴ به عنوان یکی از آثار ملی ایران به ثبت رسیده‌است.
سید جلیل سید احمد معروف به امامزاده احمد نبیره پیشوای ششم شیعیان است.

## پیشینه
بر اساس شواهد موجود، قبل از سال ۵۳۷ق، بنایی بر مزار احمد بن علی برپا بوده که در این سال تجدید بنا شده‌اند. لوحی از سنگ سیاه با کتبیه‌ای به خط کوفی حاکی از تجدید این بنا در سال مذکور تا سال ۱۳۰۷ش است. از بنای متعلق به سده ششم هجری، تنها یک کتیبه موجود است که بر روی آن نوشته «آمین یا رب العالمین فی تاریخ الخامس عشره من ربیع الاول سنه ثلاث وستین وخمسمائه».
ژان شاردن در سفرهای خود در ایران، از این بنا یاد کرده و آن را ساختمانی مربع‌شکل با پوششی گنبدی وصف کرده و نوشته که رهگذران آرامگاه شاه احمد را از دریچه‌ای مشرف به کوچه که میله‌های ستبر دارد زیارت می‌کنند. وی که در سده ۱۱ قمری می‌زیسته، به نقل از مردم اصفهان بنای مقبره را متعلق به ۳۰۰ سال پیش دانسته‌است. احتمالاً این همان بنای سده ششم قمری است، زیرا گزارش یا نشانه‌ای از تجدید بنا تا سده دوازدهم هجری در دست نیست.

## معماری

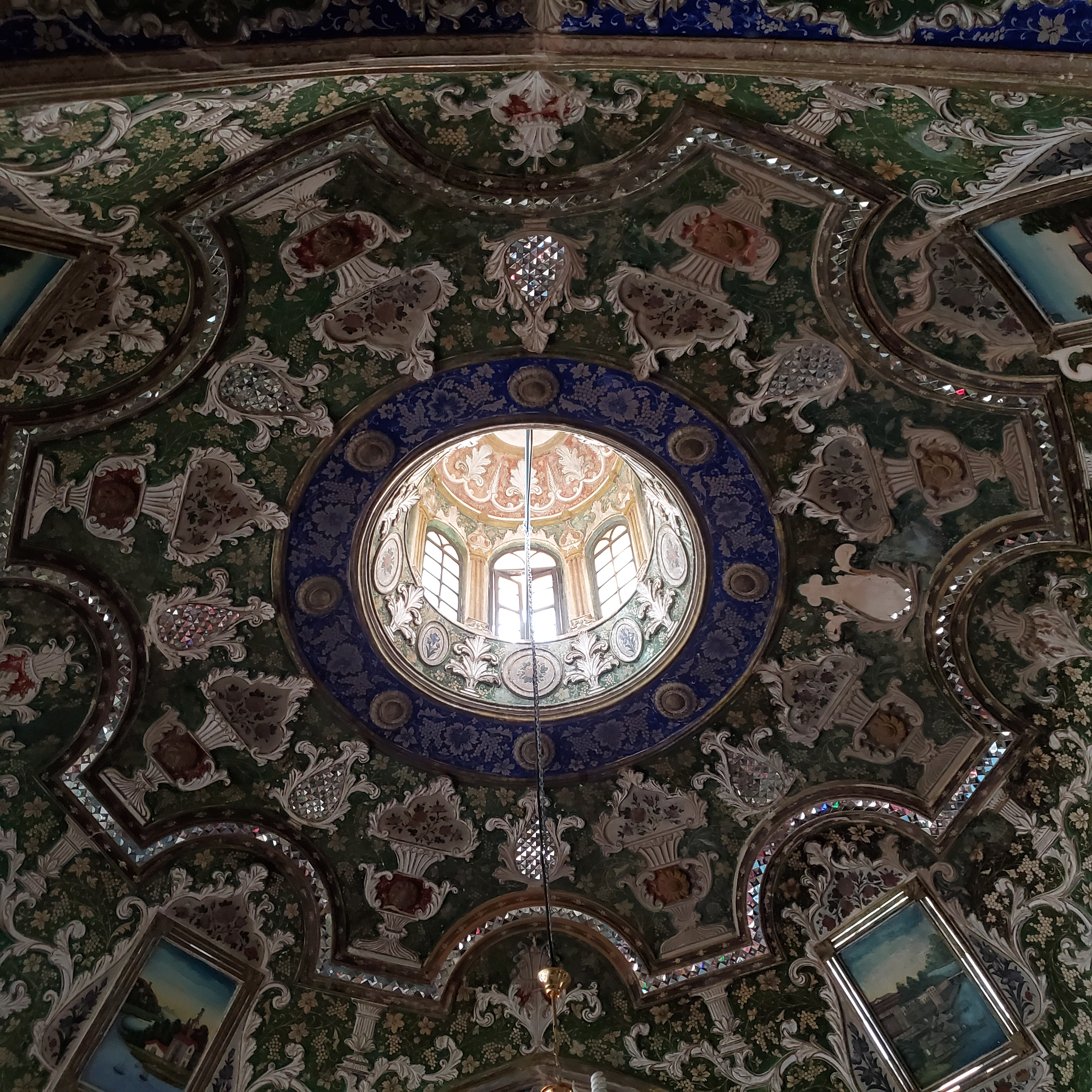
امام زاده احمد

شمال سردر، صحن، بقعه، سقاخانه و آرامگاه جمعی از علما، عرفا و شعراست که آقا نجفی اصفهانی، همای شیرازی و فرزندش میرزا ابوالقاسم طرب از مشهورترین آن‌ها هستند. سردر بنا، مجموعه‌ای مقرنس از آجر و کاشی است، همچنین کتیبه‌هایی به خط بنایی در طاق ایوان و نقوش معقلی و کتیبه‌هایی به خط بنایی با کاشی در بدنه آن. بر کمر ایوان، کتیبه‌ای از جنس کاشی به قلم ثلث به رنگ سفید و طلایی روی زمینه لاجوردی به خط علی نقی امامی و تاریخ ۱۱۱۵ق دیده می‌شود که حاکی از توسعه بنای امامزاده (از عرصه و اعیان) در زمان سلطان حسین صفوی به دست محمد شریف منجم است. بر لچکی‌های پیشانی بعضی از طاق‌نماها در اطراف صحن، کاشی‌هایی با نقش گره‌سازی و کتیبه‌هایی به خط بنایی نقش بسته‌است.
بالای بقعه چهارگوش، پوششی گنبدی است و در راس آن گنبدی کوچک با ساقه‌ای بلند و دارای ۸ پنجره ساخته شده و با دو ایوان در شمال و شرق، به صحن نسبتاً وسیع امامزاده راه یافته‌است. گنبد از درون با قطاربندی و مقرنس‌کاری مزین شده‌است.
بدنه داخلی بنا، کتیبه‌ای حاوی سوره دهر و آیات ۱۸۰–۱۸۲ سوره صافات به قلم ثلث و به رنگ طلایی بر زمنیه لاجوردی با رقم «این محمد حسن علی نقی الامامی» و تاریخ ۲۲ شعبان ۱۱۱۵ گچ‌بری شده‌است.
دیواره‌های درونی و بیرونی بقعه، با قطعات کوچک کاشی به رنگ‌های فیروزه‌ای و لاجوردی با اشکال هندسی تزیین شده و فاصله بین کتیبه و ازاره و کتیبه و گنبد با گچ‌بری پوشانده شده‌است. مزار هم کتیبه‌ای گچ‌بری‌شده با تاریخ ۱۱۱۵ق دارد.

## بهسازی‌ها و اضافات در بنا

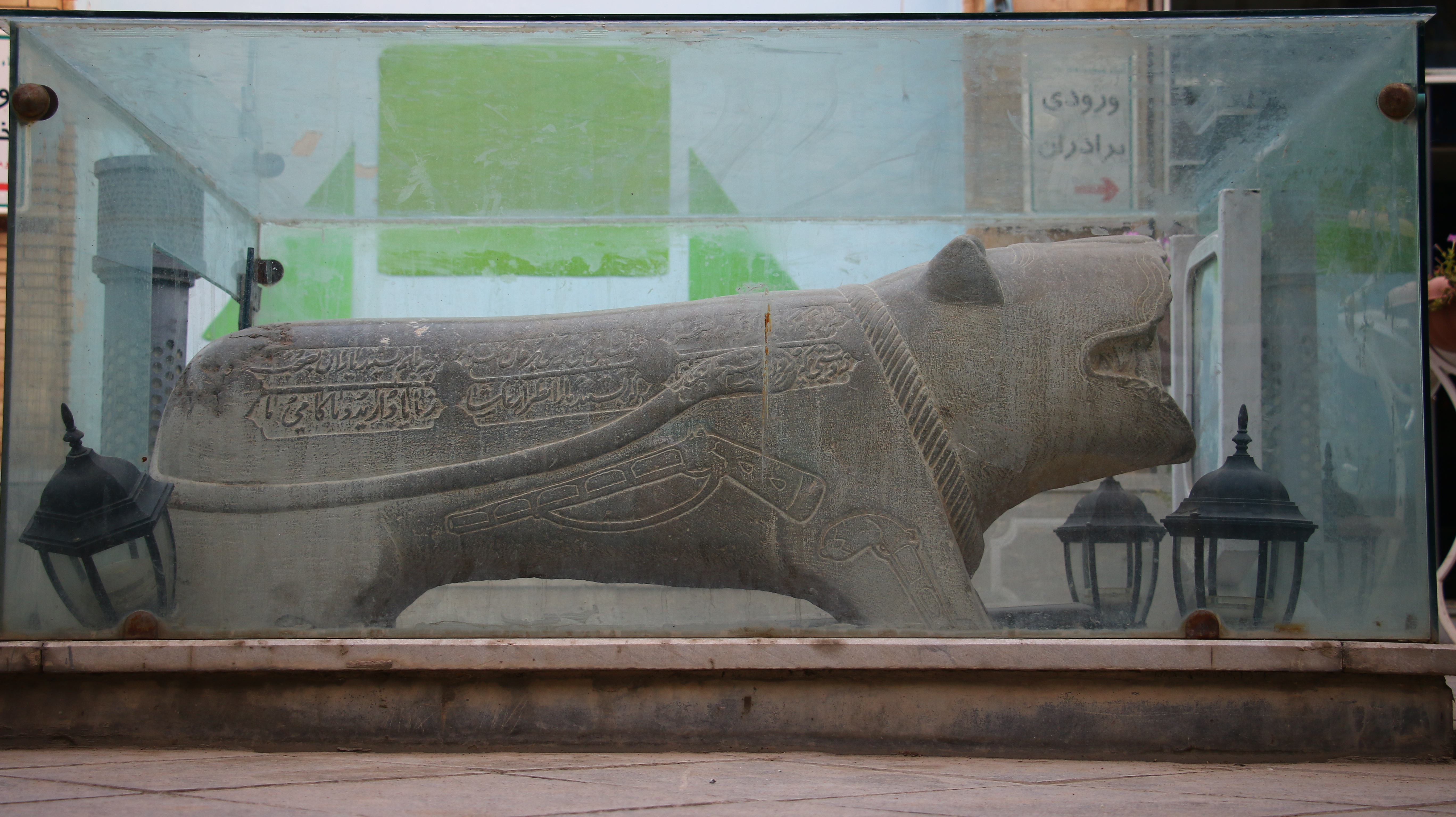
نگاره شیر سنگی واقع در حیاط این امام‌زاده

در سال ۵۳۷ قمری این بقعه توسط شاه قلی بازسازی شده‌است.
در سال ۱۲۹۰ق و در زمان حکومت ظل السلطان بر اصفهان، تعمیراتی در بنا انجام شد، ضریح منبت گره‌سازی با محجرهای فلزی و کتیبه نستعلیق شامل اشعاری حاکی از تعمیر بقعه و ماده تاریخ «ظل سلطان نهاد کعبه بنا» از این دوره است.
سقاخانه امامزاده، دارای کتیبه‌ای شامل قصیده مشهور محتشم، در سال ۱۳۲۱ق ساخته شده‌است. تعمیراتی دیگر همچون مرمت ایوان و کاشی‌کاری گنبد کوچک بقعه، انجام شده‌است.
این ساختمان در جنگ ایران و عراق بر اثر بمباران‌های رژیم صدام آسیب دید و پس از آن تعمیر شد.

## مدفونین در مقبره
- آقا نجفی اصفهانی
- همای شیرازی[۱۱]
- میرزا ابوالقاسم طرب
- محمدعلی جبل عاملی (دانشمند و مدرس مدرسه گلبهار)[۱۲]
- عزت‌الدوله (همسرامیرکبیر)
- همدم السلطنه (دختر امیرکبیر و همسر ظل السلطان)[۱۳]